# Danuta Irena Bieńkowska
Danuta Irena Bieńkowska (ur. 7 grudnia 1927 w Toruniu, zm. 9 lipca 1974 w Bergen w Norwegii) – polska poetka, prozaiczka, historyczka literatury, folklorystka.

## Życiorys
Ukończyła slawistykę na Uniwersytecie Londyńskim. W 1965 uzyskała stopień doktora za rozprawę o wczesnej twórczości Żeromskiego.
W roku 1940 została wywieziona do Kazachstanu. Przebywała następnie w Iranie i w Indiach (w osiedlu polskim Valivade). W latach 1946–1956 w Wielkiej Brytanii. W 1956 wyjechała do Kanady (Toronto). W 1958 debiutowała na łamach prasy emigracyjnej jako poetka. W latach 1962–1974 była wykładowcą literatury polskiej i rosyjskiej na uniwersytecie w Toronto.
Zmarła tragicznie w wypadku (ulykken på Ulriksbanen) kolei linowej w Norwegii (Bergen), gdzie bawiła przejazdem, wracając z kongresu w Helsinkach.

## Utwory wybrane
- 1959 – Między liniami (poezje)
- 1971 – Pieśń suchego języka (poezje)
- 1978 – Między brzegami. Poezja i proza